# Nebojša Bogavac
Nebojša Bogavac (in montenegrino Небојша Богaвaц; Bijelo Polje, 14 dicembre 1973) è un allenatore di pallacanestro ed ex cestista montenegrino.

## Carriera
Con la Serbia e Montenegro ha disputato i Campionati europei del 2003.

## Palmarès

### Squadra
- Campionato francese: 1

ASVEL: 2008-09
- Lega Adriatica: 1

Hemofarm Vršac: 2004-05

### Individuale
- MVP finals Lega Adriatica: 1

Hemofarm Vršac: 2004-05